# Oskar Hudales
Oskar Hudales, slovenski pisatelj, prevajalec in učitelj, * 18. avgust 1905, Žaga, † 16. december 1968, Maribor.

## Življenje
Rodil se je kot prvi med petimi otroki v družini. Oče Jože je bil v državni službi vodja carinikov, mati Marija je bila glasbenica, brat Zoran Hudales pa je bil mladinski književnik. Malo pred prvo svetovno vojno se je družina preselila v Gorico, kjer je obiskoval osnovno šolo. Ko se je leta 1914 začela vojna, je družina izgubila vse svoje premoženje in bila prisiljena preseliti se v Savinjsko dolino, od koder je bil doma oče. Tam je preživel svojo mladost, najprej v Rečici ob Savinji, nato pa v Ljubiji pri Mozirju in v Okonini pri Radmirju. Oče mu je kot otroku pripovedoval o Savinjski dolini, kar je spodbudilo nastanek njegove povesti Postelja gospoda Fibriha. Leta 1916 je Oskar nadaljeval šolanje pri sv. Frančišku Ksaveriju v Radmirju. Tista leta je opisal v knjigah Gmajna in Mladost med knjigami. Na celjski gimnaziji se je šolal leta 1918, naslednje leto pa se je vpisal na mariborsko učiteljišče in ga končal leta 1924. Tam se je družil z naprednimi in narodno zavednimi sošolci in se bojeval proti nemškutarjem.
Prvo učiteljsko mesto je dobil v Kapli na Kozjaku in zaradi glasbene nadarjenosti vodil pevski zbor. Na šoli je srečal življenjsko sopotnico, učiteljico Hedviko. Poročila sta se in imela štiri otroke. Hči Zora Hudales je publicistka in piše kratko prozo in pravljice za otroke, Jože Hudales je bil učitelj, pisatelj, kipar in slikar, Oskar Hudales ml. prav tako piše za otroke in mladino. Na željo zakoncev Hudales so ju leta 1928 premestili v Šmartno ob Paki. Začel je pisati publicistične članke za časnik Učiteljski tovariš, se seznanil z marksistično literaturo in postal komunist, zaradi česar je imel težave z oblastmi. Bil je dejaven v vodstvu jugoslovanskega učiteljskega združenja ter v Pedagoški zadrugi. Po okupaciji leta 1941 so ga Nemci zaprli, mu javno požgali knjige in ga z družino pregnali v Srbijo, kjer se je vključil v NOB. Po osvoboditvi je delal v redakciji Borbe. Vrnil  se je v Maribor in delal kot šolski nadzornik na republiškem prosvetnem ministrstvu. Pomagal je pri organizaciji mariborskega Radia, Študijske knjižnice, med nastajanjem založbe Obzorja pa je bil njen upravnik. Po resoluciji Informbiroja je bil izključen iz Komunistične partije Jugoslavije ter se umaknil iz javnosti. Umrl je 16. decembra 1968 v Mariboru, kjer je po njem poimenovana ulica (Hudalesova ulica).    

## Delo
Oskar Hudales je znan predvsem kot mladinski pisatelj, svojo pot je začel v mladinskih časopisih Zvonček, Naš rod in Razori. Povest Gmajna (1931) je bila njegova prva knjiga za mladino. Povesti Med atoli in vulkani, Triglavov polet in Ubežnik so najprej izhajale v mladinskih časopisih, leta 1946 pa tudi v knjigi. Za mladino je pisal realistične in poučne zgodovinske ali potopisne pustolovske zgodbe o izkoriščanju in krivicah, ki so doletele male ljudi. Povest Zgodbe o bombažu pripoveduje o življenju črnskih sužnjev v ZDA. Zbirka Zlati krompir je obsežna zbirka pravljic in pripovedk. Objavljal je v Cicibanu in Pionirju.   
Za odrasle je pisal zgodovinske romane. Med dvema svetovoma s temo razpetosti slovanskega sveta med frankovsko (na zahodu) in bizantinsko (na vzhodu) oblastjo sodi med najdaljše slovenske zgodovinske pripovedi, Hudales pa z zgodovinskim opusom po številu del in njihovi dolžini med najproduktivnejše avtorje. V Vestniku in Večeru je objavljal literarne ocene, razprave in gledališke kritike. Sodeloval je pri pisanju šolskih učbenikov. Veliko je prevajal iz angleščine in nemščine.

## Vsebina nekaterih njegovih del

### Postelja gospoda Fibriha
Povest govori o revščini in težkih razmerah slovenskega kmeta po prvi svetovni vojni. V šestih poglavjih opisuje posamezne faze obdelave lesa: od sečnje do nastanka pohištva. Glavna junaka sta Brložnik in Slapar. Brložnik je zaradi težkih razmer prisiljen prodati gozd oderuškemu lesnemu trgovcu Slaparju po nizki ceni, ta pa je svoje delavce, ki so gozd posekali, ga spravili v dolino, sežagali in nato splavili po reki Savinji do Zagreba, zelo slabo plačeval.

### Stekleni grad
Zbirka Zlati krompir vsebuje sedemindvajset pravljic in pripovedk. Ena od teh je pravljica Stekleni grad, ki se dogaja na Pohorju in govori o skopuški grajski gospe Hudovoljni, ki si je dala postaviti grad iz samega stekla. Njena hčerka se je zaljubila v mladega drvarja Bolfenka. Mami to ni bilo všeč in je hčerko zaklenila v sobo. Ko je za to slišal povodni mož Jezernik, je nadnjo poslal nevihto. Ta je grad povsem uničila in nihče razen hčerke, ki jo je rešil drvar Bolfenk, ni preživel. Na mestu, kjer je prej stal grad, je ostalo le sedem jezerc.

### Dela za mladino
- Gmajna (1931), zgodbe (COBISS)
- Postelja gospoda Fibriha (1936), povest (COBISS)
- Zgodbe o bombažu (1938) (COBISS)
- Triglavov polet (1945), povest (COBISS)
- Med vulkani in atoli (1946), potopis, povest (COBISS)
- Ubežnik (1946), povest (COBISS)
- Mladost med knjigami (1952 in 1965), spomini, velja za pisateljevo najboljšo izpovedno delo (COBISS) (COBISS)
- Potopljeni grad (1953), pravljice (COBISS)
- Hrastovo listje (1954), pravljice (COBISS)
- Bilo je nekoč (1955, 1956), ciklus zgodb: Pralovec Geg-Gun najde ječmen (1955) (COBISS), Faraonov praznik, Junaški Špartak (1955) (COBISS), Na veliko pot, Slovenski knez (1955) (COBISS), Pogubni oblak, Črna smrt (1956) (COBISS), Rdeči polmesec (1956) (COBISS), Gradovi padajo (1956) (COBISS), Pot v neznano (1956) (COBISS), Sod s knjigami (1956) (COBISS), Grenki kruh (1956) (COBISS), Korak čez prag (1956) (COBISS)
- Štirje bratje (1955), pravljice (COBISS)
- Vila Atomka in mladec Matjaž (1955), pravljica (COBISS)
- Veselo potovanje (1957), povest (COBISS)
- Ugrabljeni bogovi (1958), potopisna povest (COBISS)
- Fata morgana (1960), potopisne zgodbe (COBISS)
- Alenka in zvezdica (1965), pravljica (COBISS)
- Taborjenje ob Črnem Jezeru (1967), povest (COBISS)
- Zlati krompir (1968), zbirka pravljic in pripovedk (COBISS)

### Romani
- Vrnitev v življenje (1958), zgodovinska povest (COBISS)
- Križar Lenart (1962), zgodovinski roman (COBISS)
- Med dvema svetovoma (1962, 1963), zgodovinski roman v dveh delih (COBISS)
- Požar krvi (1969), zgodovinski roman (COBISS)

### Publicistika
- Sovjetska zveza (1947), zgodovinski pregled (COBISS)
- Medicinska sestra v službi delovnega(!) ljudstva (1948) (COBISS)
- Pojdimo v strokovne šole (1948) (COBISS)
- Tibet, streha sveta (1955) (COBISS)
- Za boljši red na naših cestah (1957) (COBISS)

### Prevodi
- Edison Marshall: V divjinah (1952) (COBISS)
- Wilhelm Hauff: Zgodba o Kalifu Štrku (1953) (COBISS)
- Wilhelm Hauff: Mali Muk (1954) (COBISS)
- Jacob in Wilhelm Grimm: Snežanka in Rožanka in druge pravljice (1954) (COBISS)
- Wilhelm Hauff: Ladja strahov (1955) (COBISS)
- Karl May: Lov za milijoni (Satan in Iškarijot) (1955) (COBISS)
- Zane Grey: Grmeča gora (1958) (COBISS)
- Ritchie Calder: Na mrzlem Severu (1964) (COBISS)
- Wolfgang Held: Živeti moraš, Mustafa (1965) (COBISS)
- Wolfgang in Angelika Bator: S poti v Damask (1967) (COBISS)

### Šolski učbeniki
- Tretja čitanka za osnovne šole (1946, 1947) (COBISS) (COBISS)
- Zgodovina za nižje strokovne šole (1947, 1948), (COBISS) (COBISS)
- Četrta čitanka (1946, 1948) (COBISS) (COBISS)
- Na domači zemlji: Pionirsko branje za V. razred osnovnih šol, 1. zvezek (1959) (COBISS)
- Na našem lepem Jadranu: Pionirsko branje za V. razred osnovnih šol, 2. zvezek (1959) (COBISS)
- Na plodnih panonskih ravninah: Pionirsko branje za V. razred osnovnih šol, 3. zvezek (1959) (COBISS)
- V rojstnih krajih naše svobode: Pionirsko branje za V. razred osnovnih šol, 4. zvezek (1959) (COBISS)
- V vrtincu življenja: Pionirsko branje za V. razred osnovnih šol, 5. zvezek (1960) (COBISS)
- Pot v lepšo prihodnost: Pionirsko branje za V. razred osnovnih šol, 6. zvezek (1960) (COBISS)

## Nagrade in priznanja
- imenovanje za pedagoškega svetnika, 1964
- diploma skupščine občine Maribor center za delo v korist mesta, 1965